# Processo figlio
Un processo figlio, in informatica, è un processo che è stato creato da un altro processo, detto processo padre. 

## Sistemi Unix e Unix-like
Nei sistemi operativi Unix e Unix-like un processo figlio è creato (usando la chiamata di sistema fork) come un duplicato del processo padre, da cui eredita una copia di molti degli attributi del process control block, tra cui ad esempio i descrittori di file e la directory corrente. In seguito il processo figlio può sovrapporre a sé stesso un programma diverso usando la chiamata di sistema exec. 
Ciò permette di organizzare i processi del sistema in una gerarchia, in cui ogni processo (ad eccezione di quello alla radice della gerarchia, init) ha un processo padre e zero o più processi figli.